# Profilaktyka zdrowotna
Profilaktyka zdrowotna – działania mające na celu zapobieganie chorobom, poprzez ich wczesne wykrycie i leczenie. 
Wyróżniamy następujące fazy:
- Profilaktyka wczesna – utrwalanie prawidłowych wzorców zdrowego stylu życia.
- Profilaktyka pierwotna (I fazy) – zapobieganie chorobom, zanim się pojawią, poprzez kontrolowanie czynników ryzyka np. szczepienie ochronne.
- Profilaktyka wtórna (II fazy) – zapobieganie konsekwencjom choroby poprzez jej wczesne wykrycie i leczenie np. wykrycie wczesnych objawów nowotworu płuc u osoby regularnie palącej papierosy.
- Profilaktyka trzeciorzędowa (III fazy) – metody zredukowania szkód wynikających z choroby oraz mające na celu zmniejszenie szansy nawrotu choroby np. operacja, które powstrzymuje dalszy rozwój choroby lub edukacja pacjenta po zawale serca, co może robić, by zmniejszy szansę na kolejny zawał.